# MPL 커뮤니케이션스
MPL 커뮤니케이션스(MPL Communications)는 폴 매카트니의 우산 기업이다. MPL에서는 매카트니의 비틀즈 및 솔로 작품들을 관할한다. MPL은 또한 세계에서 가장 거대한 개인 소유의 음악 출판사이기도 한데, 이는 여러 기업을 인수합병한 결과이다.
MPL은 "매카트니 프로덕션 유한회사"(McCartney Production Limited)의 약자이며, 런던과 뉴욕에 기반을 두고 있다.
MPL은 매카트니 자신의 작품을 포함하여, 버디 홀리, 제리 허먼, 프랭크 로서, 메레디스 윌슨, 해러드 알렌 등의 저작권을 소유하고 있다. 또한 MPL은 25개의 자회사를 거느리고 있다.
사진작가이자 폴 매카트니의 차녀인 매리 매카트니 도널드는 MPL의 사진부를 운영하고 있다.
2006년 10월, 영국의 상표 등록소에 따르면, MPL은 조끼 및 각종 채식주의자용 음식 등의 재화들에 대해 폴 매카트니 자신의 이름을 딴 상표를 등록 신청했다고 한다. 이 신청이 받아들여지면, MPL은 의류, 신발, 모자 등에 대해 "매카트니"라는 이름에 대한 배타적 권리를 갖게 된다. 또한 신청서에는 실내복, 가장복, 작업복, 수영복 등에 대한 상표도 포함하고 있다.